# Jamesia bella
Jamesia bella är en skalbaggsart som beskrevs av Maria Helena M. Galileo och Martins 2003. Jamesia bella ingår i släktet Jamesia och familjen långhorningar. Inga underarter finns listade i Catalogue of Life.